# تايسا ستورشي بيرغمان
تايسا ستورشي بيرغمان (من مواليد 19 ديسمبر 1955) عالمة فيزياء فلكية برازيلية، تعمل في جامعة ريو غراندي دو سول الفيدرالية في بورتو أليغري بالبرازيل. فازت بجوائز لوريال-اليونسكو للمرأة في العلوم في عام 2015 لعملها على الثقوب السوداء الهائلة.

## الحياة المهنية
في عام 2004 كانت واحدة من أكثر العلماء البرازيليين الاستشهاد بهم.
في عام 2004 قامت بتحرير كتاب التفاعل بين الثقوب السوداء والنجوم بالتعاون مع الدكتورين لويس سي هو و إتش آر شميت، وهو عبارة عن وقائع الندوة 222 للاتحاد الفلكي الدولي.
في عام 2009 انضمت إلى الأكاديمية البرازيلية للعلوم.
في عام 2010 حررت بالاشتراك مع الدكتورة برادلي إم بيترسون وراشيل س. سومرفيل كتاب التطور المشترك للثقوب والمجرات المركزية السوداء، وقائع الندوة 267 للاتحاد الفلكي الدولي.
في عام 2011 انضمت إلى الأكاديمية العالمية للعلوم.
في عام 2015 حصلت على جائزة لوريال - اليونسكو للمرأة في مجال العلوم لمنطقة أمريكا اللاتينية. أشارت الجائزة إلى «عملها المتميز على الثقوب السوداء فائقة الكتلة في مراكز المجرات والمناطق المرتبطة بها من الغاز الكثيف والغبار والنجوم الفتية المحيطة بها، فضلاً عن دورها في تطور المجرات».
في عام 2018 حصلت على الميدالية الوطنية للاستحقاق العلمي من الحكومة البرازيلية.
في عام 2018 تم ترشيحها رئيسة للجنة التابعة للاتحاد الفلكي الدولي بشأن الثقوب السوداء الهائلة وردود الفعل وتطور المجرة.